# George Bellamy
George Bellamy (8 de octubre de 1941) es un músico británico, cantante y exguitarrista rítmico de The Tornados. Es el padre de Matt Bellamy, líder de la banda de rock británica Muse.

## Biografía
Bellamy es principalmente un cantante de rock and roll y country. A finales de los años 50, tocó en una banda y más tarde en un dúo con Alan Klein. 
Bellamy decidió hacer una audición para un grupo formado por Joe Meek que se anunciaba en la prensa musical. Fue esta audición la que determinó que Bellamy tocara la guitarra rítmica en los Tornados, que en un principio eran una banda de sesión para Meek.
Sin embargo, el grupo alcanzó nuevas cotas con su tema instrumental "Telstar", que llegó al número uno en todo el mundo y fue la primera canción de rock británica en ser número uno en Estados Unidos. Bellamy escribió uno de los temas de The Tornados, "Ridin' the Wind", que también fue un éxito en Estados Unidos.
Bellamy dejó los Tornados en 1963 cuando tuvo que dejar las giras por problemas en la parte baja de su columna vertebral. Tras el tratamiento médico, trabajó con Don Charles, que había creado su propia compañía de grabación con Alan Caddy, llamada "Sound Venture".
Bellamy siguió haciendo trabajos de sesión en Londres hasta 1972, trabajando con arreglistas y productores como Burt Bacharach, George Martin e Ivor Raymond. Bellamy volvió a grabar "Telstar" con su propia compañía discográfica "SRT" en 1975 con miembros de los Tornados originales.
Su hijo, Matt Bellamy, es el cantante del grupo Muse.

### Rough Terrain
A finales de 1997 formó una banda con sede en Devon, llamada Rough Terrain, que tocaba en eventos locales en el Reino Unido. Los miembros eran: Richard Harris (guitarra principal), George Bellamy (guitarra rítmica y voz), Jodie West (voz), Michael Green (bajo) y Vic Johns (batería).
Bellamy empezó a trabajar en el sector de la construcción de Devon en 1984. Se retiró a la Costa Blanca, al sur de Alicante, España, en 2004 y formó la banda de rock Freeway.
El largometraje de 2009 Telstar retrata al joven Bellamy, interpretado por el actor Alan Scally.
Tras regresar al Reino Unido a finales de 2010, Bellamy formó una banda en Devon llamada The Lyrics. Los miembros son George Bellamy - Guitarra rítmica/voz (anterior compañero) Jodie West - voz/percusión Terry Stacey - batería/voz Jamie Milne - guitarra principal/voz Jon Milne - bajo/técnica

## Discografía[5]

### The Tornados
- 1963: The Sounds of the Tornados
- 1976: Remembering
- 1994: Telstar: The Original Sixties Hits of the Tornados
- 1996: The EP Collection
- 1997: The Very Best of the Tornadoes
- 1998: Telstar: The Complete Tornados
- 2002: Ridin' the Wind: The Anthology
- 2003: The Tornados Play Telstar And Other Great Hits
- 2014: Close Encounters with the Tornados

### Como invitado
- Mountain Storm (A Little Farther West)
- 1992: The Many Moods of (Teisco del Rey)
- 2002: The Alchemist of Pop: Home Made Hits and Rarities 1959-1966 (Joe Meek)
- 2006: Radio Luxembourg Sessions (Billy Fury)
- 2019: Wondrous Place: The Brits Are Rocking, Vol. 2 (Billy Fury)

### Varios artistas
- A Night To Remember: Seventies Pop Compilation
- Never Say Goodbye: The Complete Recordings 1964-1966
- Ready Steady Go: The Sixties
- Ultimate 60s [Dockland Music]
- 1996: Vintage Instrumentals, Vol. 3
- 2000: Rooster Blues Records: 1980-2000 Sampler
- 2003: Telstar! Instrumental Diamonds '58-'77
- 2021: Box of Pin-Ups: The British Sounds of 1965